# Nisha Ganatra
Nisha Ganatra, née le 25 juin 1974 à Vancouver, Colombie-Britannique, est une réalisatrice, productrice, scénariste, actrice, monteuse et directrice de la photographie canadienne.

## Biographie
Nisha Ganatra est ouvertement lesbienne.

## Filmographie

### Comme réalisatrice
- 1996 : Junky Punky Girlz
- 1997 : Drown Soda
- 1999 : Chutney Popcorn
- 2000 : The Real World (série télévisée)
- 2002 : The Real World/Road Rules Battle of the Seasons (série télévisée)
- 2003 : Cosmopolitan (TV)
- 2003 : Fast Food High
- 2005 : Cake
- 2008 : Will You Merry Me (TV)
- 2012 : Big Time Rush (série télévisée)
- 2013 : L'Ordre des Gardiens (The Hunters)
- 2013 : Un Noël sans fin (Pete's Christmas) (téléfilm)
- 2014 : Code Academy (court métrage)
- 2014 : Transparent (série télévisée)
- 2015 : The Mindy Project (série télévisée)
- 2015 : Mr. Robot (série télévisée)
- 2015 : Married (série télévisée)
- 2015 : Red Oaks (série télévisée)
- 2016 : Shameless (série télévisée)
- 2016 : Toi, moi et elle (You Me Her) (série télévisée)
- 2016 : Better Things (série télévisée)
- 2017 : Girls (série télévisée)
- 2017 : Dear White People (série télévisée)
- 2017 : Bienvenue chez les Huang (Fresh Off the Boat ) (série télévisée)
- 2017 : Great News (série télévisée)
- 2017 : Future Man (série télévisée)
- 2018 : Love (série télévisée)
- 2016-2018 : Brooklyn Nine-Nine (série télévisée)
- 2017-2018 : The Last Man on Earth (série télévisée)
- 2019 : Late Night[2]
- 2020 : La Voix du succès (The High Note)
- 2025 : Freaky Friday 2 : Encore dans la peau de ma mère (Freakier Friday)

### Comme productrice
- 1997 : Drown Soda
- 1999 : Chutney Popcorn
- 2000 : Kiss It Up to God
- 2002 : The Other Brother, supervision de la production
- 2003 : Fredonnement (Hummer), productrice exécutive
- 2004 : CHO Revolution

### Comme scénariste
- 1996 : Junky Punky Girlz
- 1997 : Drown Soda
- 1999 : Chutney Popcorn
- 2008 : The Cheetah Girls: One World (TV)

### Comme actrice
- 1999 : Chutney Popcorn : Reena
- 2000 : The Acting Class : danseuse exotique
- 2005 : Bam Bam and Celeste  : Linda
- 2007 : Don't Go (TV) : Shanti

### Comme directrice de la photographie
- 1998 : Fairy Tale
- 1998 : Double D

### Comme monteuse
- 1996 : Junky Punky Girlz